# Maison de Louis XI à Cusset
La maison de Louis XI est une maison du XVe siècle située à Cusset, en France.

## Localisation
La maison est située au 23 place Victor-Hugo, la place centrale historique de la commune de Cusset, commune limitrophe de Vichy, dans le sud-est du département de l'Allier en région Auvergne-Rhône-Alpes.

## Description
Maison du XVe siècle, elle comprenait à l'origine deux ailes :  une aile gauche donnant sur la place est  masquée en partie par une bâtisse de construction plus tardive et une aile en profondeur qui a brûlé au début du XXe siècle. Il n'en reste qu'une tourelle d'escalier dont la porte est encadrée par des colonnettes chacune surmontées de chapiteaux à double rangée de feuillages. 
La partie supérieure de la façade est en pignon, constitué par une ferme de tête portée en encorbellement sur des corbeaux accouplés. Les murs sont recouverts d'enduit avec des fenêtres à encorbellements moulurés mais qui ont perdu leurs meneaux et croisillons.

## Historique
La maison est bâtie dans le premier quart du XVe siècle. 
Le dauphin, futur Louis XI, en présence du duc de Bourbon vient à Cusset le 17 juillet 1440 se réconcilier avec son père,  Charles VII. Ils signeront le traité de Cusset mettant fin à la Praguerie, une révolte débutée quelques mois plus tôt par différents princes du royaume et que le dauphin avait ralliée. La tradition dit que la rencontre et la signature se seraient déroulées dans cette maison.
L'édifice est classé partiellement (éléments protégés : les façades sur la place Victor-Hugo et le boulevard de l'Hôtel-de-Ville ; façades sur cour correspondantes, y compris la tourelle d'escalier et toitures) au titre des monuments historiques  par arrêté du 24 novembre 1928 (l'un des deux seuls classés dans cette ville). 
Actuellement, la maison de Louis XI accueille un restaurant, la « Taverne Louis XI ».